# Acanthostigmella
Acanthostigmella — рід грибів родини Tubeufiaceae. Назва вперше опублікована 1905 року.